# やべっちFC〜日本サッカー応援宣言〜
『やべっちF.C. 〜日本サッカー応援宣言〜』（やべっちエフ・シー にほんサッカーおうえんせんげん）は、テレビ朝日系列にて2002年4月7日から2020年9月27日まで生放送されたスポーツ番組（サッカー情報番組）。矢部浩之（ナインティナイン）の冠番組。全875回。
本項では、DAZNで配信されている後継番組の『FOOTBALL PROGRAM YABECCHI STADIUM（やべっちスタジアム）』についても述べる。

## 番組概要
Jリーグの試合ダイジェストや選手インタビュー、海外サッカー情報、そしてテレビ朝日が独占放映権を有するAFC（アジアサッカー連盟）公式戦（AFCアジアカップ、AFCチャンピオンズリーグなど）のダイジェストを放送する。サッカーを専門に扱う番組をテレビ朝日がレギュラーで編成するのは、『Jリーグ A GOGO!!』（1993年4月 - 1996年9月放送）終了以来5年半ぶりだった。
番組タイトルの「やべっち」は、番組のメインMCを務める矢部浩之（ナインティナイン）のあだ名から。矢部は高校時代にサッカー部に所属していた（岡村隆史は同部で矢部の1年先輩）ということもあり、番組内では司会だけでなくコーナー等で実際にボールを蹴る機会も多い。矢部は毎回番組ロゴの入ったジャージを着用、また、ロケーションの際には「YABECCHI」、背番号「10」の入った番組特製ユニフォームを着用する。なお、本番の直前には、番組内容のハイライトと矢部の短いコメントを添えた事前告知を放送。「I Will Survive 邦題“恋はサバイバル”(Party Mix)」 Big Fun をオープニング曲に使用している。
｢日本サッカー応援宣言｣というサブタイトルが付いており、実際には、J1リーグ、サッカー日本代表、海外のプロリーグで活躍する日本人選手の試合速報、情報、近況報告を中心に放送している。J2リーグについては、各節につき1カードのダイジェスト映像（他カードは結果だけを記した字幕スーパー）を放送するほか、J1リーグへの昇格が決まったクラブを紹介。J3リーグについては、J2リーグへの初昇格が決まったクラブや、加盟クラブに所属する著名な選手の引退試合を取り上げるだけにとどまっている。その一方で、Fリーグやフットサル日本代表の試合を随時取り上げるほか、レギュラー出演者、（Jリーグを含めた）新旧の選手、サッカー経験者（またはサッカー好き）のお笑い芸人を交えてのフットサル対決企画を年に数回実施。さらに、オフシーズンを中心に、Jリーグ公認の企画も随時放送している（詳細後述）。
放送開始当初は、司会の矢部がお笑い芸人ということもあって、バラエティ色の強い内容で放送していた。しかし、「週末（土曜・日曜）を中心に開催されるJリーグのダイジェスト、海外で活躍する日本人プレーヤーのリアルタイム速報、海外のサッカーリーグの最新ダイジェストを放送できる時間帯」という強みを発揮できる構成へ徐々に変更。2006年から放送時間を45分に拡大したことによって、海外のサッカー情報を扱える時間が増えたこともあって、TBSの老舗サッカー番組『スーパーサッカー』と並ぶ人気番組になった。その『スーパーサッカー』も『S☆1・スパサカ』へのリニューアル（2009年4月）によって、他のスポーツや報道系のニュースも扱う30分番組に縮小。ストレートニュース形式の内容になったことから、本番組と立場が逆転した。なお、『スーパーサッカー』は2010年4月以降、サッカー専門の単独番組として復活している。
矢部以外の出演者については、主にVTRのナレーションを担当する男性アシスタント1名、矢部とともにMCを務める女性アシスタント1名、試合解説担当のコメンテーターが1名（または2名）という布陣を取っている。男性アシスタントについては、番組開始から2008年まで角澤照治、以降は2018年9月まで進藤潤耶（いずれもテレビ朝日でサッカー中継の実況を担当するアナウンサー）が担当。女性アシスタントについては、最初の1年間のみタレントの中森友香が起用されたが、以降はテレビ朝日のアナウンサーが代々務めている。同局の女性アナウンサーでは初めて前田有紀がアシスタントを務めていた時期には、事あるごとに矢部に弄られることが恒例と化していた。進藤と同時に「新女性MC」として起用された竹内由恵は、起用当初、主にVTRでの選手インタビューを担当していた。コメンテーターについては、番組開始以来堀池巧が1人で担当していたが、2009年4月に前年引退したばかりの名波浩がレギュラー入り。当初は1週ごとに堀池と名波が交代で出演したが、2010年3月をもって堀池が卒業したため、名波をレギュラー解説者へ正式に起用した。

### 変遷
2010年4月25日より、日曜23時台にドラマ枠『日曜ナイトドラマ』が新設される事になり、この番組は23時55分開始に繰り下げとなる事が発表された。同時に、放送時間も10分短縮した。
また2010年7月4日放送からNTSC（アナログ）はレターボックス16:9での放送（それ以前は4:3サイドカット）に移行した。
2011年10月17日（16日深夜）からは『日曜洋画劇場』の放送時間拡大に伴い、放送時間が15分繰り下げられ、月曜0:10 - 0:45（日曜深夜）での放送となった。
2013年3月を以って、前田がテレビ朝日を退社するのに伴い、2013年4月以降は竹内がメインMCを担当する。またコメンテーターに前年で現役を引退した中山雅史 が参加する。
また、2013年10月7日放送分から2014年3月31日放送分までは、新人アナウンサーの林美沙希（放送上の愛称は「みさきっち」）がレギュラーに加入（放送上は2014年4月7日の「なべっちFC」まで出演）。「こくっち」や選手へのインタビューなど、主にVTRで出演していた。
2014年8月17日放送分からは、林の先輩アナウンサー・久冨慶子が、竹内と共に進行・取材を担当。当番組での取材が縁で、2018年1月1日に大津祐樹（当時横浜F・マリノス）と結婚してからも、マリノスを含むJリーグクラブ・公式戦の取材やスタジオへの出演を続けた。
名波は、2014年Jリーグシーズン途中の9月24日にジュビロ磐田の監督へ急遽就任した ため、同年9月29日放送分でコメンテーターを卒業。9月29日にはJリーグ ディビジョン2の愛媛FC戦(ヤマハスタジアム)を監督として初めて指揮していたため、試合後に当番組のスタジオへ出演すると、放送中に卒業式へ臨んだ。
2015年4月の放送から新たに2名の新レギュラーが参加することになり、まずその第1弾として4月6日からコメンテーターとして中田浩二（元鹿島アントラーズ。現・同クラブリレーション・オフィサー）が就任。続いて4月13日からは3人目の女性レギュラーとして、山本雪乃がレポーター役に加わった。なお中山は2015年9月に当時日本フットボールリーグ所属のアスルクラロ沼津に現役選手として入団したが、名波などの事例とは異なり、引き続き選手を続けながらコメンテーターを担当すると、9月21日（20日深夜）の放送で自ら発表している。
2017年3月6日（5日深夜）は前夜の『2017 WORLD BASEBALL CLASSIC 強化試合日本代表×オリックス』の中継（18:57 - 22:05、当初予定より65分延長）のため、65分繰り下げ（1:15 - 1:40）となった。
2017年3月13日（12日深夜）は前夜の『2017 WORLD BASEBALL CLASSIC 日本×オランダ』中継（18:30 - 0:09、当初予定より195分延長）の大幅延長のため、195分繰り下げ（3:25 - 4:00）となり、この回のみ事前収録（撮って出し=疑似生）にて放送された。
2017年4月24日からは、テレビ朝日の日曜20:54 - 翌2:40枠の大改編に伴い、本番組は同日から放送時間を5分繰り上げ、月曜0:05 - 0:40（日曜深夜）での放送となる。
2018年10月1日（9月30日深夜）放送分で、アシスタントの進藤・竹内が当番組を卒業。当日の放送では、Jリーグチェアマンの村井満が、「（当番組を通じて）日本のサッカー界に貢献した」との理由で進藤・竹内に表彰状を手渡す一幕もあった。竹内の卒業は『報道ステーション』の全曜日でキャスターを務めることに伴うもの で、翌週（10月8日放送分）からは、同番組の金曜日で当時気象キャスターを務めていた後輩アナウンサーの三谷紬を竹内の後任に起用。また、前月まで『報道ステーション』の月 - 木曜日でスポーツキャスターを務めていた寺川俊平が、進藤の後任扱いで男性アシスタントに就任した。
Jリーグの全日程終了から「Jリーグアウォーズ」までの間の放送では、視聴者からの投票を基に、1年間のJリーグ公式戦から番組独自の「やべっちFCアウォーズ」を部門別に選出することが恒例になっていた。MCの矢部は、Jリーグが主催する「Jリーグアウォーズ」でも、2018年にJリーグMVP（川崎フロンターレMF・家長昭博）へのプレゼンターに初めて抜擢。2019年 には、表彰式全体の総合司会を担当した。
2020年4月5日から、放送時間を10分繰り上げたうえで5分短縮。放送枠を日曜日の23:55 - 0:25へ変更したことを機に、リアルタイム字幕放送を開始した。

## 番組の終焉
2020年Jリーグシーズン中の7月1日に、『日刊スポーツ』が本番組終了の第一報を伝える記事を掲載した。この記事では、終了に至った背景として、従来は（テレビ朝日など）日本国内のテレビ局が保有していたJリーグの公式戦放映権を2017年にDAZNが10年契約で獲得したことを紹介。「（男女のサッカー種目で日本が出場権を得ている）2020年東京オリンピックが当初の予定どおりに開催されていれば、開催期間（7月下旬から8月上旬まで）まで番組を続ける予定だったので、（Jリーグのシーズン途中での）番組終了はある意味で自然なこと」という関係者からのコメントも引用した（実際には2020年初頭からの新型コロナウイルス感染拡大の影響でオリンピックの開催を翌2021年に延期）。後に、他のメディアでも本番組の終了に関する記事を掲載。『AERA』（朝日新聞出版）や『夕刊フジ』の記事では、日本国内におけるAFC公式戦中継の放映権を独占的に保有してきたテレビ朝日が、放映権料の大幅な高騰を理由に契約の更新を断念したことによって、（同局にとってはAFC中継の宣伝も兼ねていた）本番組を存続しにくくなったことが指摘されていた。
ちなみに、『日刊スポーツ』の第一報では「2020年8月限りで本番組を終了する」とされていたため、現役のJリーガーは番組の存続を訴える旨のコメントを相次いで出している。実際には翌9月まで放送の予定が組まれていたが、テレビ朝日は同月11日の番組改編説明会を通じて、本番組を同月限りで終了することを正式に発表。放送上は9月13日に、「矢部が緊急記者会見を開く」という設定で事前にテレビ朝日本社の構内で収録したVTRを通じて、「ラスト3回」（最終回まで残り3回の放送）である旨が視聴者に伝えられた。矢部はこのVTRで、同局に対して感謝の意を示しながらも、「サッカーに対する情熱は衰えていず、何一つ変わってないので、『生涯現役』でいたい」と宣言している。
結局、本番組は2020年9月27日（J1では第19節・J2では第22節の最終日）で放送を終了。18年半に亘る歴史に幕を下ろした。番組の終了に際しては、Jリーグ現役最年長選手（終了が正式に発表された時点では53歳6ヶ月）の三浦知良（横浜FC）、この年限りでの現役引退を表明していた中村憲剛（川崎フロンターレ）、現役選手時代から1回も出演の機会がなかった宮本恒靖（ガンバ大阪監督）など、J1全18クラブの選手・指導者代表から寄せられたメッセージビデオを、9月20日と最終回の2回にわたって放送。最終回の放送直後には、『スーパーサッカー』のtwitter公式アカウントから、本番組に向けて感謝のツイートが送られた。このツイートには、各行の1文字目を縦につなげると「ハーイやべっち!」と読めるような趣向が施されていた。

### 番組終了後の動き
当番組の終了に関する報道の一部では、2019年4月から「ネオバラエティ」の月曜枠で放送されていた『かみひとえ』が、当番組の放送枠を引き継ぐものとされていた。しかし、実際には当番組より早く、2020年9月21日放送分で終了。テレビ朝日では10月4日から、当番組の放送枠（23:55 - 翌0:25）で新番組『ゆる系忍者隊 ニンスマン』の放送を始めた。ただし、当番組の終了を機に全編ローカルセールス枠へ転換されたため、当番組のネット局の大半は自主編成へ移行している。また、本番組で扱ってきたサッカー関連のニュースは、同月18日から日曜21時枠での放送を再開した『サンデーステーション』内のスポーツコーナーで全国向けに随時放送している。
終了の翌月（2020年10月）には、日本サッカー協会が当番組に感謝状を贈呈している。その一方で、TBSテレビが『スーパーサッカー』を2021年3月29日未明（28日深夜）放送分で終了させたことによって、地上波テレビでサッカー情報に特化した全国ネットのレギュラー番組が『サッカーアース』（日本テレビ：不定期で土曜日の深夜に放送）と『FOOT×BRAIN』（テレビ東京：毎週土曜日の深夜に放送）だけになった。ただし、TBSテレビでは『S☆1』の日曜版（『スーパーサッカー』の前枠で放送されている全国ネットのスポーツニュース）に、2021年4月5日未明（4日深夜）放送分から「S☆1 SUPER SOCCER Sunday Night」（『スーパーサッカー』の流れを汲むサッカー関連のニュース・企画コーナー）を新設。J1リーグの公式戦が前日や前々日に開催された場合には、本番組と同じく、全試合のダイジェスト映像を流している。
その一方で、テレビ朝日では『ラブ!!Jリーグ』（2022年4月放送開始）から、Jリーグに特化したレギュラー番組の制作を再開。本番組での矢部に相当する役割をせいや（霜降り明星）とりんたろー。（EXIT）が担っているほか、本番組の最終アシスタントだった三谷が進行役を務めている。『ラブ!!Jリーグ』もテレビ朝日系列の全24局で放送されているが、実際には放送の前に収録した映像（主にJリーグ各クラブの地域貢献活動に関する取材ロケ映像）を編集した15分番組で、放送日や放送時間がネット局によって大きく異なる。このような事情から、直近のJリーグ・WEリーグ・サッカー日本代表の試合や、日本以外の国・地域のプロリーグで活躍する日本出身選手が出場した試合に関する速報を扱っていない。

## 『やべっちスタジアム』
インターネットのスポーツ配信サービスであるDAZNの日本法人（DAZN Japan）が、有料契約者・インターネット限定のサッカー情報番組として2020年11月から『FOOTBALL PROGRAM YABECCHI STADIUM（やべっちスタジアム）』を制作することを決定。同月29日から、動画のライブ配信を開始した。
『やべっちスタジアム』では、本番組とほぼ同じ時間帯である毎週日曜23:00から最新回の動画をライブ配信する（当分の間は初回配信からのディレイ視聴が可能）ほか、本番組で人気を博していた企画（「デジっちが行く!」「ハーイ!やべっち」 など）を継承。本番組のレギュラー経験者からMCの矢部とコメンテーターの中山・名波・中田 が揃って出演したり、本番組を踏襲したタイトルロゴ・スタジオセット・テロップを使用したりするなど、「事実上の後継コンテンツ」としての体裁を整えている。その一方で、アシスタントには、本番組の初期と同様に女性タレント（黒木ひかり）を起用。進行役のアナウンサー（田口尚平）を、スタジオの外に配置している。さらに、事実上の時間枠拡大（1回あたりの配信時間は45-55分程度）を受けて、J1に限らずJ2の公式戦も全試合ダイジェスト動画付きで取り上げるなど、独自の趣向を織り交ぜている。
『やべっちスタジアム』の制作と配信を担うDAZN Japanでは、「サッカーのシーズン中に加えて、試合がない期間も契約者がサッカーを楽しめるようなコンテンツ」や「普段Jリーグしか観ていないファンにも、海外のサッカーリーグしか観ていないファンにも、お互いのリーグの楽しさを伝えられるようなコンテンツ」の可能性をかねてから検討。矢部がかねてから同じようなビジョンを持ち合わせていたことも相まって、「子供から大人まで楽しめるサッカー番組」というコンセプトの下に、本番組の終了2ヶ月後からの『やべっちスタジアム』配信開始に至った。DAZN Japanの日本国内向けサービスにおいて、バラエティ色を交えたレギュラー番組の制作は異例で、全編をスタジオで進行するレギュラー番組のライブ配信は初めてである。
ちなみに矢部は、本番組と『やべっちスタジアム』について、「僕はサッカーが好きで、（学生時代に）サッカーを挫折した人間だからこそ、プロの選手をリスペクト（尊敬）したい。本番組が始まるまでのサッカー番組のMCは、日本サッカーのダメなところを指摘する一方で、海外サッカーを褒めちぎっていた。そのような姿勢にすごく違和感があったので、（本番組のMCとして）『プロ選手を絶対にけなさない』という姿勢を貫いてきた。DAZNでもそのスタンスは続けていきたいし、戦術を語るような（サッカー通好みの）コアなチャンネルが他にあった方が、『やべっちスタジアム』の良さが生きるかな」「生（ライブならでは）の良さは絶対にあるので、DAZN（Japan）がスタジオ番組の生配信を初めて試みることは大きい。しかも、本番組とほぼ同じ時間に（生配信が）始まることは、『僕の生活リズムもほぼ変わらない』という意味でもありがたい」と述べている。

## 放送時間
| 期間           | 期間          | 放送曜日             | 放送時間（日本時間）   |
| -------------- | ------------- | -------------------- | ---------------------- |
| 2002年4月7日   | 2006年3月26日 | 日曜日               | 23:30 - 翌0:00（30分） |
| 2006年4月2日   | 2010年3月28日 | 日曜日               | 23:30 - 翌0:15（45分） |
| 2010年4月4日   | 2011年10月9日 | 日曜日               | 23:55 - 翌0:30（35分） |
| 2011年10月17日 | 2017年4月17日 | 月曜日（日曜日深夜） | 0:10 - 0:45（35分）    |
| 2017年4月24日  | 2020年3月30日 | 月曜日（日曜日深夜） | 0:05 - 0:40（35分）    |
| 2020年4月5日   | 2020年9月27日 | 日曜日               | 23:55 - 翌0:25（30分） |

## 出演者
| 期間 | メインキャスター              | コメンテーター         | 進行キャスター | 進行キャスター | レポーター              |
| --- | ----------------------------- | ---------------------- | -------------- | -------------- | ----------------------- |
| 2002年4月7日 - 2003年3月30日 | 矢部浩之 （ナインティナイン） | 堀池巧                 | 角澤照治       | 中森友香       | （特になし）            |
| 2003年4月6日 - 2008年9月28日 | 矢部浩之 （ナインティナイン） | 堀池巧                 | 角澤照治       | 前田有紀       | 前田有紀                |
| 2008年10月5日 - 2009年3月29日 | 矢部浩之 （ナインティナイン） | 堀池巧                 | 進藤潤耶       | 前田有紀       | 竹内由恵1 2             |
| 2009年4月5日 - 2010年3月28日 | 矢部浩之 （ナインティナイン） | 堀池巧3 名波浩3        | 進藤潤耶       | 前田有紀       | 竹内由恵1 2             |
| 2010年4月3日 - 2013年4月1日 | 矢部浩之 （ナインティナイン） | 名波浩                 | 進藤潤耶       | 前田有紀       | 竹内由恵1 2             |
| 2013年4月8日 - 2013年9月30日 | 矢部浩之 （ナインティナイン） | 名波浩3 中山雅史3      | 進藤潤耶       | 竹内由恵2      | 竹内由恵2               |
| 2013年10月7日 - 2014年3月31日 | 矢部浩之 （ナインティナイン） | 名波浩3 中山雅史3      | 進藤潤耶       | 竹内由恵2      | 林美沙希1               |
| 2014年4月7日 - 2014年8月11日 | 矢部浩之 （ナインティナイン） | 名波浩3 中山雅史3      | 進藤潤耶       | 竹内由恵2      | 竹内由恵2               |
| 2014年8月18日 - 2014年9月28日 | 矢部浩之 （ナインティナイン） | 名波浩3 中山雅史3      | 進藤潤耶       | 竹内由恵2      | 久冨慶子1               |
| 2014年10月6日 - 2015年3月30日 | 矢部浩之 （ナインティナイン） | 中山雅史               | 進藤潤耶       | 竹内由恵2      | 久冨慶子1               |
| 2015年4月6日 - 2018年10月1日 | 矢部浩之 （ナインティナイン） | 中山雅史3・4 中田浩二3 | 進藤潤耶       | 竹内由恵2      | 久冨慶子126 山本雪乃1 5 |
| 2018年10月8日 - 2020年9月27日 | 矢部浩之 （ナインティナイン） | 中山雅史3・4 中田浩二3 | 寺川俊平6      | 三谷紬6        | 久冨慶子126 山本雪乃1 5 |
| - 進行キャスターとレポーターは、中森以外は、出演当時を含めて全員テレビ朝日アナウンサー。 - 1女性レポーター役のアナウンサーは、原則としてVTRにのみ出演。女性のレギュラーMCが不在の際のMC代理などでスタジオへ出演したり、「こくっちF.C.」（企画告知）のロケや試合の取材レポートを担当したりすることもある。特に竹内は、女性の専任リポーターがいなかった時期に、リポーターを兼務していた。 - 2『報道ステーション SUNDAY』を兼務（竹内は2011年10月2日から2015年3月29日まで、久冨は2015年4月5日から2017年4月2日まで）。 - 3 原則として隔週交代で出演。 - 4 2015年10月5日放送分よりアスルクラロ沼津選手として出演。 - 5 2017年7月2日から同年9月24日まで『TOKYO応援宣言』（単独番組時代）、同年10月1日から『サンデーLIVE!!』（「TOKYO応援宣言」コーナーキャスター）を兼務。 - 62018年10月以降のJ1リーグ公式戦で、番組で注目した試合（ピックアップマッチ）のピッチ取材や試合後のインタビューを担当する場合には、「アナカメ」というミニ企画向けのカメラパーソン（テレビ放送用のビデオカメラによる撮影担当）も兼務。 |                               |                        |                |                |                         |

※このほか、日本代表の試合がある時には、松木安太郎、セルジオ越後、秋田豊、藤田俊哉らのゲストコメンテーターが参加する場合もある。

## コーナー

### レギュラー企画
やべっちピックアップマッチ
2008年のJリーグ開幕時からスタート。試合詳報の中に挿入される。週末のJ1リーグ（ない時はAFCチャンピオンズリーグ等）から特に注目される1試合にスポットをあて、スタジオでの実況を入れたダイジェスト形式で伝える。「なべっちF.C.」などの大型企画を行う週は、尺の都合で行われないこともある。
2013年4月から中山雅史が出演する日についてはこれ相当のコーナーとして「GON ALL」（ゴン・オール）というコーナーが行われる。ここでは中山が注目の試合を一つ取り上げ、その試合現場での取材とスタジオでの報告・解説を1人ですべてこなすというものである。タイトルコールには中山がジュビロ磐田時代に応援団からかけられた「中山隊長ゴン・ゴール!」の叫びが使われており、これがコーナータイトルの由来となっている。
ハーイ!やべっち
「ここが巧!」と並ぶ本番組の名物コーナー。国内外のサッカー選手及びサッカー関係者が矢部にメッセージを送るエンディングコーナー。矢部はそのメッセージVTRに対しツッコミを入れて番組を締める。矢部曰く「このコーナーの出演料がこの番組で最も金かかってる部分」基本的に「ハーイ!やべっち」という第一声から始まるが、「やべっち」を「矢部さん」と言い換える人もいる（例：山本昌邦）。やべっちスタジアムでも、このコーナーは継続されている。
- 新年最初のレギュラー放送には日本サッカー協会の現職キャプテン（会長）、年末最後の放送には「おかっちF.C.」と称して矢部の相方・岡村が登場するのが恒例。初代キャプテンの川淵三郎は、2009年の退任を境に出演が途絶えていたが、放送500回（2012年10月7日放送分）でアーセン・ベンゲルと共に再び出演した。放送800回（2019年2月25日放送分）ではMONGOL800が登場した。第5代キャプテンの村井は、新年以外の放送にも、Jリーグ関連のPRを兼ねて随時出演。2018年・2019年の「Jリーグアウォーズ」直前の放送へ出演した際には、矢部をプレゼンター（2018年）・表彰式の総合司会（2019年）に任命していたことを踏まえて、矢部にメッセージを送っていた。
  - 2011年の年末1時間スペシャルでは、当番組を模した「THE MANZAI 2011」関連の番組「おかっちMC」の収録があったフジテレビジョンのスタジオに押しかけ、その収録場所でインタビューが行われた。
  - 2019年の年末1時間スペシャルには、「スケジュールが多忙」という岡村に代わって、陸上短距離走選手のサニブラウン・アブデル・ハキーム（放送時点で男子100メートル走の日本最速記録保持者）が出演した。

- 女性では、名波夫人や（矢部と結婚後の）青木裕子が出演したことがある。
- 矢部が個人的にファンであるアルバロ・レコバ（ウルグアイ代表）が登場した際は本当に嬉しそうにしていた。
- 出演する選手の中には、事前にやべっちの近況を調査している者もいるらしく、ルイス・フィーゴが出演した際にはひとみちゃん（当時独身だった矢部の交際相手）の事や相方である岡村（呼称も「おかっち」と呼んでいた）の事などを詮索され矢部本人は赤面していた。
- 矢部が折に触れて当番組で披露するリフティング技術は、「ハーイ!やべっち」へ出演する選手からの評価も高い。シャビ・エルナンデスが出演した際には、模範リフティングを見せられたあげく、そのリフティングの再現を「宿題」に出されそうになった。
- 2006年11月12日放送では、AFCユース選手権決勝のため番組史上初めて「ハーイ!やべっち」が中止になった。また2007年11月18日放送分も、イビチャ・オシム日本代表監督重体のニュースを受けて当コーナーが割愛された。
- 翌シーズンのJ1昇格が決まったチームや、J3からJ2への初昇格が決まったチームの関係者（主に選手）は、昇格決定試合のVTRが放送された日の「ハーイ!やべっち」に必ず登場している。
- 栃木SCの応援番組「TOCHIGI FIGHTING!!SC一枚岩」（とちぎテレビ）では、様々なサッカー関係者が番組MCのU字工事に挨拶をする「ハーイ!U字工事」というパロディコーナーが放送されている。
- 番宣で俳優（女優）が登場することもある（向井理や尾野真千子、菅田将暉など）。
- やべっちスタジアム初回放送回はスーパーサッカー司会者であった極楽とんぼの加藤浩次が登場した。

### 不定期企画
やべっちのマッチプレビューレポート
一連の日本代表の試合を対象に、コメンテーターが、その試合のフォーメーション、見どころをフリップを使って説明する。タイトルに「やべっち」とはあるが、矢部がこのフリップ説明をしたことは今まで1回もない。
なべっちF.C.
スタジオに選手をゲストに招き、鍋を囲みながらインタビューやゲームコーナーなどを展開する。ゲストと聞き手の矢部・前田はちゃんちゃんこを羽織るのがお約束となっている。選手の本音や裏話が聞きだせる屈指の人気企画であり、数週にわたって放送されることも多い。
しりとリフティング
番組MCの矢部が、交互にリフティングをしながらしりとりをする「しりとリフティング」でプロ選手と対決する不定期企画。以下は過去の対戦相手と矢部から見た星取り表。2008年3月16日現在通算7勝9敗。
| 放送日         | 対戦相手             | 結果 |
| -------------- | -------------------- | ---- |
| 2003年4月27日  | 大久保嘉人           | ○    |
| 2003年5月15日  | 松井大輔             | ○    |
| 2003年7月6日   | 阿部勇樹             | ●    |
| 2003年7月13日  | 森﨑和幸・森﨑浩司   | ●    |
| 2003年10月26日 | 石川直宏             | ●    |
| 2004年1月18日  | 鈴木啓太             | ●    |
| 2004年8月8日   | 田中マルクス闘莉王   | ○    |
| 2005年4月24日  | 玉田圭司             | ○    |
| 2005年5月15日  | 大黒将志             | ●    |
| 2006年10月16日 | 佐藤寿人             | ○    |
| 2006年11月5日  | 我那覇和樹・中村憲剛 | ●    |
| 2007年3月11日  | 遠藤保仁・播戸竜二   | ●    |
| 2007年4月29日  | 藤田俊哉・本田圭佑   | ○    |
| 2007年5月6日   | 中澤佑二             | ●    |
| 2007年10月7日  | 水野晃樹・水本裕貴   | ●    |
| 2008年3月16日  | 安田理大             | ○    |

フリーキック対決
矢部と様々な選手が、フリーキックで勝負を行う企画。矢部のフリーキックの精度は非常に高く、どの選手と戦っても好勝負を展開する。中村俊輔は特番も含めて3度フリーキックで対決しており、1勝2敗。小野伸二とは1敗。遠藤保仁とはペナルティーキックで対決し、勝利を収めている。
矢部が蹴る際のゴールキーパーは対戦相手の選手自らが務めるのに対し、対戦相手が蹴る際のGKはシジマールが務める。この企画の中でシジマールが叫んだ「ゼッタイ負ケナーイ!」の台詞は彼のキャッチフレーズとなっている。
選手からの宿題
国内外の選手から出題されるリフティングテクニックに矢部が挑戦する企画。選手からの宿題は不定期で提示され、1年間練習を重ねた末に年末最後の1時間拡大放送で「宿題発表スペシャル」が行われる。過去の出題者に小野伸二、ロナウジーニョ、ジネディーヌ・ジダンら。矢部は宿題の多くを成功させているが、ジブリル・シセと乾貴士からの宿題は失敗（後2009年に乾の宿題は成功させた）している。
ここがゴン
中山雅史がゲスト出演する際の恒例コーナー。中山が「ゴンと来た」プレーをピックアップして解説する。「ここが巧!」の中山版であるが、「クリスティアーノ・ロナウドがゴールを決めた後のセクシーなウインク」などのどうでもいいシーンか、自分のゴールをピックアップすることがほとんど。選手や解説者がゲスト出演することは他にもあるが、レギュラーコーナーを持っているのは中山くらいである。引退後も「魂のゴン解説」としてそのプレーの解説を行っている（名波が出演する場合は「名波のピンポイント解説」となっている）。
デジっちが行く!
2010年から始まった、シーズン前のJ1キャンプ恒例企画。「デジっち」と命名された番組のデジタルビデオカメラを選手に貸し、取材禁止エリアを自由に撮影してもらう。2013年にはJリーグ公認となった。
2014年の放送では、選手が裸を見せるネタの多さについて名波浩が苦言を呈していた。
2020年の放送では、それぞれのクラブの「フルバージョン」が放映終了後に公式YouTubeチャンネルで配信されるようになった。ただし、一部のBGMが差し替えられ、「フルバージョン」と銘打ってるのにも関わらず本放送でのシーンが一部カットされている。
やべっちFCアウォーズ
Jリーグアウォーズのパロディーで、その年のJリーグ全公式戦終了の概ね翌週に実施される。この回は出演者全員がドレスアップし、各部門賞（ゴール賞、パス賞、フリーキック賞、守備賞の各技術賞に加え、矢部が特に印象を残したプレーをたたえる「サブイボ賞」、さらに年間MVP）を番組独自に表彰する。
宿題発表会
年末最後の放送（2016年度はなし）で行われる。概ね外国のスター選手から出されるテクニックを矢部が実際に挑戦するというものである
おかっちFC
年末や正月などに行われる特別企画。その名の通り矢部の相方の岡村隆史が出演する。コーナー内容は具体的に決められておらず、岡村は楽屋突撃など好き勝手な行動をとる。なお、これが行われる際矢部は「こんなコーナーは存在しません」「あの人が勝手に言ってるだけです」「番組は降板しません」などと突っ込むのがお約束となっている。
年末スペシャルの時はその年の矢部や出演者いじり、正月スペシャルでは矢部のパートとは別の選手が出場したサッカーゲーム盤を使った対決などをしている。
元日特番
- レギュラー放送開始前の2002年1月1日、坂下千里子、平畠啓史（DonDokoDon）と共に、『99 Yabetti F.C.』と題したパイロット版が1時間スペシャルで生放送された。そのあとの「2002 FIFAワールドカップ」の日本代表強化試合で副音声で放送された。
  - レギュラー化後も毎年元日深夜に「やべっちFCお正月スペシャル」として、国内外の一流選手との共演による特別編が放送されている（元日は天皇杯全日本サッカー選手権大会の決勝戦が行われる（除・2014年度）が、その結果については正月SPでは放送せず、レギュラー版の新年初回の放送で触れている）。正月SPはスタジオ部分を含め全編録画での放送であるため。年度により全編オールロケーションの場合もある。2015年は朝日放送（現：朝日放送テレビ）など一部地域では放送されなかった。
  - 大抵の回では、前年活躍したJリーガーや国外リーグに属している日本人選手とのフットサル大会や、しりとリフティング、ワードカップといったゲームをしつつその選手との対談をするという構成であるが、2016年はAFC U-23選手権を兼ねたリオデジャネイロオリンピック男子サッカーアジア最終予選を題材にした壮行会として、歴代の五輪代表選手と、リオ最終予選に臨む選手による対談だった（彼らは2015年末のレギュラー放送最終日のクリスマススペシャルでフットサル大会も行った）。

### 過去の企画
ここが巧!
サッカー解説者・堀池巧が、国内外の試合中に行われた様々なプレーを独自の視点で解説。特に素晴らしいプレーには「巧」の評価を送る。視聴者だけでなく現役の選手達にも人気のコーナー。「巧」に選ばれるのは勝利したチームのプレーがほとんどで、引き分けもしくは負けたチームのプレーに贈られることはまれ。
またJリーグのシーズン終了後には、シーズンを通して見事な活躍をした選手達を勝手に表彰する「やべっちF.C.アウォーズ」が行われ、受賞者には「巧」と書かれた記念プレートを番組から贈る。2006年10月からは、前の月の試合（5試合程度）を対象に見事な活躍をした選手達を勝手に表彰する「月間『巧』」のコーナーが新設。堀池が選手の元へ出向き、プレートと番組特製のネーム入りTシャツが贈られる。
番組開始以来の名物コーナーであったが、解説者が名波との交代制になって以降、行われることが少なくなったが、堀池の勇退後はこのコーナーも終了し、名波が担当するこれに相当するコーナーは2010年度はなかったが、2011年から「やべっちWOWプレイヤーズアワード」に事実上受け継がれている。
ハーイ!すけっち
2008年から始まった「ハーイ!やべっち」の付随コーナー。前田が「ハーイ!やべっち」に登場する選手・人物の似顔絵を描いたうえで、コーナーの開始前にベレー帽をかぶってスタジオで似顔絵を発表。その似顔絵から、登場人物を矢部と視聴者に予想させる。当初は前田独自の画風を矢部が毎回いじっていたが、回を重ねるたびに前田の画力が向上。中盤からは、矢部に分からないように、あえて捻りを加えた絵を描くことが増えていた。前田の卒業を機に終了。
フリーキック研究所
名フリーキッカーたちのフリーキックを、ハイスピードカメラをはじめとする多数のカメラで撮影、検証するコーナー。これまで、ドラガン・ストイコビッチや遠藤保仁などのFKを検証してきた。過去には、ストライカー研究所（高原直泰）、ゴールキーパー研究所（オリバー・カーン）なども行われていた。
totoが巧!〜1分J雑学〜
totoを運営する日本スポーツ振興センターが番組スポンサーに加わったことにより、2008年4月から同年シーズン終了まで放送された。次回の週末に行われるtoto対象のJリーグの試合のうち、堀池が特に注目しておきたい試合を1試合選んで見所を解説する。2009年より「totoっちF.C.」に引き継がれる。
totoっちF.C.
2009年4月より「totoが巧」の後継コーナーとして開始。毎回様々なゲストがVTR出演し、独自の視点でスポーツ振興くじ（toto）を予想する……という触れ込みであるが、同コーナー開始以来、出演・予想しているのは「松木toto太郎」と称した松木安太郎ただ一人である。同年シーズン終了後スポーツ振興センターがスポンサーから降板したため終了
今週のストロング
竹内が新レギュラーになった2008年10月5日から12月まで放送された。タイトルはこの日から筆頭スポンサーとして加わったキリンビール「キリン酎ハイ氷結"ストロング"」にちなむ。竹内がその週の試合で印象に残ったプレーを自ら選んで解説する。「ここが巧!」の竹内バージョン。
Tesouro de futebol 〜サッカーの宝〜
サッカー史に残るクラブや選手たちの伝説的な名場面集。テーマ曲にはグレゴリアンのイマジンが使用されていた。
やべっちWOWプレイヤーズアワード
2011年4月のリーグ再開直後から開始しこの年のシーズン終了まで行った。この年からJリーグオフィシャルスポンサー、かつ本番組のスポンサーとなった日本マクドナルドが、Jリーグの各試合で決勝点を挙げたプレーヤーを「WOWプレイヤー」として表彰していることにあやかった企画。週末に行なわれたJ1の試合から、最も印象に残った決勝点を厳選、それについて名波が解説を加える。「ここが巧!」の後継企画だが、ゴールに限らず優れたプレーをピックアップしていた「ここが巧!」と異なり、本家と同様に対象を「決勝点」に限定しており、それ以外のプレーは選ばれない。
コカ・コーラロンドンチャレンジ
2012年3月より6月まで期間限定で、Jリーグと国際オリンピック委員会・日本オリンピック委員会スポンサーである日本コカ・コーラが番組筆頭スポンサーに就任（復帰）し、同社が協賛してJリーグの試合会場を中心に全国で展開するロンドンオリンピックを応援するためのキャラバンキャンペーン（4月以後展開）に連動した企画である。
この番組ではキックターゲット形式のゲームにJリーガーや歴代の名選手が挑戦するコーナーを行う。キャラバンイベントではこのほかに、上位入賞者にロンドンの会場でのパフォーマンスが出来るダンスコンクールやサッカー以外のスポーツアトラクションを展開する企画を予定している。またこの企画と連動したコラボレーションCMが行われた。

## 備考
出演者
- 2003年にテレビ朝日に入社した前田は、入社6日目で本番組のレギュラーアシスタント就任という異例の大抜擢を受けた。スポーツ番組に出演する女性アナウンサーの場合、頻繁にレギュラー交代がされることが多いが、前田は10年にわたって本番組への出演を続けた。これだけの長期起用は同他局の中でも珍しい。
- かつて一度だけ、海外ロケ中だった矢部の代わりに同じくサッカー部出身の平畠が司会を行い、番組名も『ひらっちF.C.』として放送されたことがある。『ナインティナインのオールナイトニッポン』によると、矢部は今後も海外ロケ等の際に平畠に代役を務めてもらう形式にしたかったが、この時の視聴率が芳しくなく、以降代理出演は実施されていない。
- 2006年ワールドカップドイツ大会の際には、日本代表がグループリーグで対戦したクロアチア代表を分析する「偵察要員」として、元クイズ王で現在クロアチア在住のスポーツライター・長束恭行が出演した。
- 解説の堀池巧がサッカー関連の取材や仕事の都合上出演出来ない場合、代行して松木安太郎やセルジオ越後が解説を務めたり、かつて角澤がサッカー関連やテレビ朝日のスポーツ中継での取材や仕事の都合上出演出来ない場合、代行して進藤が担当した。代わって担当している進藤も同様に代行アナ（田畑祐一、加藤泰平など）になる場合や1人少ない状況での出演の場合もある。また2013年4月以後のコメンテーターは基本は2人が1週毎のダブルキャスト（2014年10月-2015年3月までは中山単独）としているが、サッカー日本代表の遠征などによる解説出演で両名がスタジオ出演出来ない場合にはセルジオが登場したり、現役選手が特別ゲストとして参加する場合もある。

ブルーカードプロジェクト
- 2005年年頭から実施されている企画。番組スポンサーで日本代表チームのユニフォームを提供するアディダスとのコラボレーションで、テレビ朝日社屋（六本木ヒルズ）のガラス張りの壁面に日本代表のユニフォームをモチーフにした巨大なオブジェー（ジャイアントジャージー）を設けて、そこに視聴者から寄せられた応援メッセージを貼り合せていく。すると、最初は白色だったオブジェーが日本代表のチームカラーである青色に染まっていくというもの。当初は表通りに面した部分だけ青く染めていく予定だったが、当初の予想を上回る応募が寄せられたため、内部アトリュームの部分（裏側）にもメッセージが貼られる様になった。

番組開始前のクロスプログラム
- 番組開始当初から前番組（2009年9月まで『素敵な宇宙船地球号』、2009年10月から2010年3月まで『地球号食堂〜エコめし宣言』、2010年4月以後『日曜ナイトドラマ』）終了後、生放送でクロスプログラム（次番組予告）が行われている。番組の簡単なヘッドラインと矢部の一言で構成。
- 2010年度からゴールデンタイムの番組では「（前番組）の後は…」と出演者が述べるが、この番組では「（ドラマの作品名）の後は…」というコメントは発していない。

放送体系
- 毎年第1・最終日曜日や4日間通しのゴルフ中継特番（全英オープンゴルフ・全英女子オープンゴルフ）、国政選挙時の報道特番などの際には放送休止となる他、年度によって夏季・冬季オリンピックや世界水泳選手権大会の中継などで放送休止となる場合がある。
- 全国高等学校野球選手権大会開催期間中は『熱闘甲子園』（朝日放送テレビ・テレビ朝日共同制作）が放送される関係で通常より30分遅れとなる（ただし、全試合が中止の場合は30分繰り上げて通常編成となる）。

スポンサードセールスについて
- 番組開始当初（30分番組時代）は、前半部が全国共通のネットセールス、後半は各局ごとのローカルセールスだったが、45分に拡大されてから2008年9月までは前半がローカルセールス、後半がネットセールスに変更された。
- 2008年10月改編以後はサッカー日本代表の協賛者でもあるキリンビールを筆頭スポンサーとした、全編ネットセールスになった。2008年12月まではキリンビールは全編通しだったが、2009年1月から30秒に縮小し、「各社扱い」の協賛企業は前後半で入れ替える。
- 2010年4月改編で大半はアクエリアス（コカ・コーラボトラーズ）筆頭複数協賛のネットセールスであるが、最後のパートだけローカルセールスになった。2012年4-6月についてもコカ・コーラ筆頭としていたが、これは前述の「コカ・コーラロンドンチャレンジ」協賛のためによるものだった。
- 2013年4月改編では複数スポンサーは変わりないが、前半部をモブキャストの1社スポンサーとした。（土曜日の「ポータル ANNニュース&スポーツ」のスポーツパート「ビバスポ」と連動する形での単独協賛　後半は「各社扱い」の30秒スポンサー数社提供）2013年10月からは再び前後半を統合し、モブキャストも各社扱いに降格された。

雑誌とDVD
- 2010年5月にKKベストセラーズより『ベストムックシリーズ・やべっちF.C.ワールドカップ完全読本』が発売される。これはワールドカップ南アフリカ大会の見所を紹介した番組監修書で、番組出演者と選手によるインタビューなども収録されている。また、2013年・2014年の5月と、2019年の8月には『やべっちFCマガジン』が発行されている。
- 2010年6月2日に番組DVDを2本同時発売する。内容は「フリーキック研究所」の傑作選、矢部とJリーガーが激突したフリーキック、ペナルティーキック対決、「松井大輔のおしゃれシュート」など、この番組の特徴の一つである選手の技術解説を重視した内容になっている。

番組初の90分スペシャル
- 2011年7月24日放送は、放送10年目にして初めての90分スペシャルを放送。2011FIFA女子ワールドカップを優勝したばかりのサッカー日本女子代表（なでしこジャパン）が生出演するなどの構成である[注 11]。
- 矢部は放送2時間半前に『27時間テレビ』（フジテレビ系列）で100kmマラソンを完走したばかりで、着替えやシャワーを浴びる時間がなく、そのままの格好（コピアポ鉱山落盤事故のパロディをした岡村がプリントされたTシャツ姿）で出演した。また、万一の場合に備え、スタジオに看護師とベッドが用意されていた（が、実際には使用していない）。
- 相方の岡村も、番組終盤になでしこジャパンの選手とともに生出演した。しかし、同じく『27時間テレビ』で喋り続けたあとでの生出演だったので、声がかすれた状態での出演であった。

新型コロナウイルス感染拡大に伴うJリーグ中断時の番組編成
- 2020年2月21日に2020年シーズンのJリーグが開幕したが2月25日に村井満チェアマンが一時中断を発表。これにより3月1日からJ2再開・J3開幕前週に当たる6月21日(J1は7月4日)までの放送分において異例の対応を余儀なくされた。
- 3月1日・8日　「緊急企画!関東近郊で急に呼んだら来てくれた Jリーガー㊙トークSP」[28]
- 3月15日　「やべっちサッカー研究所」
- 3月22日・29日　「緊急企画!関東近郊で急に呼んだら急に呼んだら来てくれた Jリーガー㊙トークSP第2弾」
- 4月5日　「香川真司リモート出演」スタジオセットリニューアル後初の放送
- 4月12日・19日・26日　「日本全国JリーガーTV電話で大集合SP!」日本政府による緊急事態宣言を受けて感染拡大防止の観点から生放送を一時中断して完全収録形式に変更。
- 5月3日・10日　「矢部浩之×中村俊輔 FK対決名場面集」・「イニエスタ特集」矢部は1人でテレビ朝日屋上から出演し収録。
- 5月17日　「Jリーグやべっち勝手に神3 ACL編」緊急事態宣言後初のスタジオ生放送。矢部・中田・寺川が出演したが三谷は感染拡大防止の観点から出演を見送った。
- 5月24日・31日・6月7日　「日本全国JリーガーTV電話で大集合SP!第2弾」再び収録形式に変更。
- 6月14日　「やべっち勝手に神3 アジアカップ編」4月5日以来2ヶ月弱ぶりに全出演者がスタジオ揃って従来通りの放送に戻った。
- 6月21日　「Jリーグ歴代MVPスーパープレー」

その他
- J1の試合ダイジェストの際、土曜開催の試合と日曜開催の試合とで、左上に表示される字幕が微妙に違う。またダイジェストのナレーションの大半は角澤→進藤→寺川が担当しているが、日曜開催試合でなおかつ西日本のホームチーム主催の試合は角澤→進藤→寺川ではなく、事前に収録した地元系列局（朝日放送テレビなど）のアナウンサーによるナレーション音源を使用する。
- 放送開始当初はB'zが唄うテレビ朝日スポーツテーマ曲を使用していたが、2006 FIFAワールドカップを見据え、2005年1月からテレビ朝日サッカーテーマ曲のサラ・ブライトマン「A Question of Honour」が正式な番組テーマ曲に採用された。ブライトマンは過去2回「ハーイ!やべっち」に登場したことがある。
- 南アフリカワールドカップにおける日本代表チームを応援する企画として、銀座文明堂とのコラボレーション・カステラ「必勝やべっちF.C. かすていら」を発売した。

## スタッフ
- ナレーション：平井誠一
- 構成：なかじまはじめ／遠藤みちスケ
- TD：石渡剛、清水美保
- 美術デザイン：加藤由紀子
- CGデザイン：南治樹、山本裕之（以前はCG）
- メイク：高柳尚子
- TK：山内洋子
- 技術協力：テイクシステムズ、TSP（旧VPN）、KYORITZ
- 協力：日本サッカー協会、Jリーグメディアプロモーション、Jリーグ
- 編集デスク：二村隆、檜山崇(2人共→以前は、技術デスク)
- 編集：平山大仁、溝江誠、増子雅裕、村中健太郎
- MA：一色勇人、中村佳織
- 音効：大島亮、岩永嘉彦、岩田暁
- 編成：菰田薩(勇)男(以前は、プロデューサー)、水出和樹
- 宣伝：古澤琢、小枝加奈
- デスク：脇田優子
- AD：佐々木賢悟、須賀田真人、片山雄紀、北山稜
- ディレクター：清洲彰一、加藤和樹、有明雄介、河本祐典、服部賢太、山本浩平、青沼英尚、井上優子、丹部雄介、高橋育麻、伊達隼人、村山良太、片岡晃彦、寺島幹人
- チーフディレクター：菅壮一郎
- プロデューサー：山下純平(以前は、ディレクター)、中野達朗(文化工房、以前は、チーフディレクター)
- チーフプロデューサー：井上亮
- 制作協力：bunkaKobo、ANN系列各社
- 製作著作：テレビ朝日

過去のスタッフ
- 構成：橋本修平
- 美術デザイン：森永牧子
- CG：横井勝（以前は、タイトル・CG）
- 技術協力：SWISH JAPAN
- 編集：大澤佳祐、太田直人、木村謙吾
- MA：有路賢二郎
- 音効：竹科俊至
- 編成：榊原誠志、谷口洋一（谷口→以前は、プロデューサー→編成制作局総合戦略部長→総合編成局編成部長→営業局メディアマーケティング部長）、瀧川恵、高橋陣
- 宣伝：吉原智美、小久保知之進
- WEB：小鴨翔、北野雄司
- デスク：豊崎恵子
- AD：三輪芳裕、吉井慶一
- AP：望月靖久
- ディレクター：中川雅史、今野英樹、岡村地郎、内堀超、酒井洋介、松井拓未、新井武尊、小野晋太郎
- チーフディレクター：加地倫三（同総合編成局(旧：編成制作局)制作1部）、加藤佳嗣、進藤憲人
- プロジェクト統括：畠山大（同編成制作局編成部長→経営戦略室次長→経営戦略局次長→経営戦略局長）
- プロデューサー：板橋順二（同編成制作局制作1部→編成制作局編成部長→編成制作局制作2部長→営業局次長→総務局長）、宮崎岳（スポーツ局）、愛宕康志、大野晴子（以前はチーフディレクター）、櫻井健介、長畑洋太（櫻井・長畑→共に以前は、ディレクター）、森田茂（文化工房）
- チーフプロデューサー：加藤暁史（以前は、プロデューサー）、北村和之（以前は、編成→総合編成局(旧：編成制作局)編成部編成担当部長）
- 統括：中口裕丈

## ネット局
| 放送対象地域  | 放送局                       | 系列           | 放送時間            |
| ------------- | ---------------------------- | -------------- | ------------------- |
| 関東広域圏    | テレビ朝日（EX） 制作局      | テレビ朝日系列 | 日曜 23:55 - 翌0:25 |
| 北海道        | 北海道テレビ（HTB）          | テレビ朝日系列 | 日曜 23:55 - 翌0:25 |
| 青森県        | 青森朝日放送（ABA）          | テレビ朝日系列 | 日曜 23:55 - 翌0:25 |
| 岩手県        | 岩手朝日テレビ（IAT）        | テレビ朝日系列 | 日曜 23:55 - 翌0:25 |
| 宮城県        | 東日本放送（KHB）            | テレビ朝日系列 | 日曜 23:55 - 翌0:25 |
| 秋田県        | 秋田朝日放送（AAB）          | テレビ朝日系列 | 日曜 23:55 - 翌0:25 |
| 山形県        | 山形テレビ（YTS）            | テレビ朝日系列 | 日曜 23:55 - 翌0:25 |
| 福島県        | 福島放送（KFB）              | テレビ朝日系列 | 日曜 23:55 - 翌0:25 |
| 長野県        | 長野朝日放送（abn）          | テレビ朝日系列 | 日曜 23:55 - 翌0:25 |
| 新潟県        | 新潟テレビ21（UX）           | テレビ朝日系列 | 日曜 23:55 - 翌0:25 |
| 静岡県        | 静岡朝日テレビ（SATV）       | テレビ朝日系列 | 日曜 23:55 - 翌0:25 |
| 石川県        | 北陸朝日放送（HAB）          | テレビ朝日系列 | 日曜 23:55 - 翌0:25 |
| 中京広域圏    | 名古屋テレビ（メ～テレ/NBN） | テレビ朝日系列 | 日曜 23:55 - 翌0:25 |
| 近畿広域圏    | 朝日放送テレビ（ABC TV）     | テレビ朝日系列 | 日曜 23:55 - 翌0:25 |
| 広島県        | 広島ホームテレビ（HOME）     | テレビ朝日系列 | 日曜 23:55 - 翌0:25 |
| 山口県        | 山口朝日放送（yab）          | テレビ朝日系列 | 日曜 23:55 - 翌0:25 |
| 香川県 岡山県 | 瀬戸内海放送（KSB）          | テレビ朝日系列 | 日曜 23:55 - 翌0:25 |
| 愛媛県        | 愛媛朝日テレビ（eat）        | テレビ朝日系列 | 日曜 23:55 - 翌0:25 |
| 福岡県        | 九州朝日放送（KBC）          | テレビ朝日系列 | 日曜 23:55 - 翌0:25 |
| 長崎県        | 長崎文化放送（ncc）          | テレビ朝日系列 | 日曜 23:55 - 翌0:25 |
| 熊本県        | 熊本朝日放送（KAB）          | テレビ朝日系列 | 日曜 23:55 - 翌0:25 |
| 大分県        | 大分朝日放送（OAB）          | テレビ朝日系列 | 日曜 23:55 - 翌0:25 |
| 鹿児島県      | 鹿児島放送（KKB）            | テレビ朝日系列 | 日曜 23:55 - 翌0:25 |
| 沖縄県        | 琉球朝日放送（QAB）          | テレビ朝日系列 | 日曜 23:55 - 翌0:25 |

## DVD
発売元：テレビ朝日、販売元：よしもとアール・アンド・シー
- やべっちF.C. VOL.1（2010年6月2日、YRBN-90109）
- やべっちF.C. VOL.2（2010年6月2日、YRBN-90110）
- やべっちF.C. VOL.3（2012年7月25日、YRBN-90448）
- やべっちF.C. VOL.4（2012年8月8日、YRBN-90449）